# Julianus Kemo Sunarko
Julianus Kemo Sunarko SJ (ur. 25 grudnia 1941 w Minggir, zm. 26 czerwca 2020 w szpitalu św. Elżbiety w Semarang) – indonezyjski duchowny katolicki, biskup diecezji Purwokerto w latach 2000-2016.

## Życiorys
W 1963 wstąpił do jezuickiego nowicjatu i w 1965 złożył pierwsze śluby. W latach 1966–1969 studiował filozofię na Katolickim Uniwersytecie w Nijmegen i uzyskał tytuł licencjata. Po powrocie do kraju studiował teologię na Wydziale Teologicznym uniwersytetu "Sanata Dharma" w Dżakarcie.
Święcenia kapłańskie przyjął 3 grudnia 1975. Był m.in. rektorem seminarium w Ketungan (1986-1990), ekonomem indonezyjskiej prowincji jezuitów (1990-2000) i dyrektorem indonezyjskiej Caritas.

### Episkopat
10 maja 2000 został mianowany przez papieża Jana Pawła II biskupem diecezji Purwokerto. Sakry biskupiej udzielił mu 8 września tegoż roku kard. Julius Darmaatmadja.
29 grudnia 2016 przeszedł na emeryturę.